# エレーナ・ニコラエワ
エレーナ・ニコラエワ （Yelena Nikolaevna Nikolayeva、ロシア語: Елена Николаевна Николаева、1966年2月1日 - )は、ロシアの陸上競技選手。1996年アトランタオリンピックの女子10km競歩の金メダリストである。
ニコラエワが最初に大きな国際大会で結果を残したのは、1987年の世界選手権の10km競歩で5位に入賞したのが最初である。1991年の世界室内陸上でも5位という結果も残している。彼女は1992年バルセロナオリンピックに出場し、中国の陳躍玲に次ぎ銀メダルを獲得。オリンピック後も活躍が続き、1996年のアトランタオリンピックが最後となった10km競歩では、金メダルを獲得。この後1999年の世界選手権から女子10km競歩は20km競歩となるが、彼女は距離が伸びてもそれに対応し、2003年の世界選手権では金メダルを獲得した。

## 自己ベスト
- 10km競歩　41分04秒 (1996年)
- 20km競歩　1時間26分22秒 (2003年)

## 主な実績
| 年   | 大会                   | 場所                       | 種目      | 結果 | 記録          |
| ---- | ---------------------- | -------------------------- | --------- | ---- | ------------- |
| 1992 | オリンピック           | バルセロナ(スペイン)       | 10km競歩  | 2位  | 44分33秒      |
| 1993 | 世界室内陸上選手権     | トロント(カナダ)           | 3000m競歩 | 1位  | 11分49秒73    |
| 1993 | IAAFワールドカップ競歩 | モンテレイ(メキシコ)       | 10km競歩  | 3位  | 45分22秒      |
| 1994 | ヨーロッパ陸上選手権   | ヘルシンキ(フィンランド)   | 10km競歩  | 3位  | 42分43秒      |
| 1995 | IAAFワールドカップ競歩 | 北京(中国)                 | 10km競歩  | 2位  | 42分32秒      |
| 1995 | 世界陸上選手権         | イェーテボリ(スウェーデン) | 10km競歩  | 3位  | 42分20秒      |
| 1996 | オリンピック           | アトランタ(アメリカ合衆国) | 10km競歩  | 1位  | 41分49秒      |
| 2002 | ヨーロッパ陸上選手権   | ミュンヘン(ドイツ)         | 20km競歩  | 2位  | 1時間28分20秒 |
| 2003 | 世界陸上選手権         | パリ(フランス)             | 20km競歩  | 1位  | 1時間26分52秒 |
| 2004 | IAAFワールドカップ競歩 | モンテレイ(メキシコ)       | 20km競歩  | 1位  | 1時間27分24秒 |
| 2004 | オリンピック           | アテネ(ギリシャ)           | 20km競歩  | 17位 | 1時間32分16秒 |